# Eemil Nestor Setälä
Eemil Nestor Setälä [ˈe̞ːmil ˈne̞s̠t̪or ˈs̠e̞t̪ælæ] (Kokemäki, 1864. február 27. – Helsinki, 1935. február 8.) finn nyelv- és népköltészetkutató, politikus diplomata.
Setälä a Helsinki Egyetem finn nyelv és irodalom professzoraként működött 1893–1929 között, a Turkui Egyetem kancellárjaként 1926-tól és az általa alapított kutatóintézet, a Finn Nyelvrokonság vezetőjeként 1930-tól. Setälä jelentősége a finn, illetve a finnugor nyelvek kutatójaként, valamint Finnország kultúr- és nyelvpolitikájának formálójaként különösen figyelemre méltó volt.
A politikában Setälä először az Ifjú Finneket, majd a Nemzeti Koalíciót képviselte, gyakran Finnország oktatásügyi minisztereként működve és számos szakterület jogszabályozására bőséges befolyással bírva. Setälä rövid tartammal Finnország miniszterelnökének megfelelője, a Szenátus Gazdasági Részlegének alelnöke volt; Svinhufvud Szenátusának tagjaként pedig az elmondások szerint nagyrészt általa íratott Finnország Függetlenségi Nyilatkozatának szövege.
Diplomataként 1927-ben nevezték ki Finnország koppenhágai nagykövetsége élére. Ekkoriban nem volt önálló budapesti nagykövetség, hanem a dán követet akkreditálták Budapestre, így Setälä egyszerre dániai és magyarországi követe is volt hazájának. Setälä neve ekkor már ismert volt Magyarországon, részben a politikai pályája, részben a finn-magyar kapcsolatok terén kifejtett munkássága révén, de még így is feltűnő volt, hogy 1927 szeptemberében megbízólevelének átadásakor kifogástalan magyar beszédet tartott. Ezt az aktust követően visszautazott Dániába, a továbbiakban onnan látta el követi feladatait 1930-ig, utódja, Onni Talas hivatalba lépéséig.